# Tàmines
Tàmines (grec antic: Ταμύναι) era una ciutat de l'illa d'Eubea situada al territori d'Erètria, al peu d'una muntanya de nom Cotilèon. Tenia un temple d'Apol·lo que es deia que havia construït Admetos de Feres.
Els perses la van ocupar el 490 aC durant l'atac a Erètria, però és sobretot coneguda per la victòria que els atenesos van obtenir sota el comandament de Foció sobre Càl·lies de Calcis el 350 aC.
És situada vora la vila d'Avlonari, no lluny d'Aliveri, a la part central de l'illa.